# Правдзик, Бронислав Казимирович
Бронислав-Юлиан Казимирович Правдзик (1862—1923) — русский гражданский инженер, профессор, директор Института гражданских инженеров (1921—1922).

## Биография
Родился в 1862 году в Одессе в семье обедневших польских дворян. Первоначальное образование получил в одесском реальном училище Святого Павла, откуда в 1880 году поступил в Институт гражданских инженеров. Окончил курс по первому разряду в 1885 году и награждён золотой медалью имени профессора Безпалова за лучшие инженерные проекты.
С 1885 года прикомандирован к ТСК МВД, с 1901 — сверхштатный член, с 1903 — член этого комитета. Специалист по расчёту конструкций для гражданских сооружений, в особенности — церквей. Производил работы по устройству систем отопления и вентиляции, водопроводов, канализации. Участвовал в работе многих экспертных комиссий. Работал в товариществе «Лукашевич и К °». В 1896 году совместно с гражданским инженером Н. В. Дмитриевым открыл «Техническое товарищество Н. Дмитриев и Б. Правдзик». Член правления Акционерного общества «Курт Зигель» (1903–1917), Общества гражданских инженеров, действительный член Петербургского общества архитекторов (с 1892). С 1918 года входил в состав Архитектурно-художественной мастерской Моссовета, а также в Петроградскую группу экспертов и Постоянный технический совет экспертов Управления работами по восстановлению Ярославля после подавления мятежа 1918 года. 
В 1889 году был командирован за границу для изучения вопроса трупосжигания, по результатам командировки представил подробный отчёт — «Кремация» (1892).
С 1894 преподавал в Институте гражданских инженеров, читал курс «Водопроводы». С октября 1901 ‒ ординарный профессор; опубликовал «Курс водоснабжения» (1903). В 1900 возглавил самостоятельное направление (фактически кафедру) по «водным» дисциплинам — водоснабжение (водопроводы и орошение), с 1919 — кафедру водопроводов с составлением проектов (ныне — кафедра водоснабжения). В 1912 создал лабораторию, занимавшуюся сбором образцов водопроводной и канализационной арматуры. C 1903 года ‒ член институтского Совета, в 1921—1922 годах – директор института. На посту директора института в августе 1921 года вступился за арестованного Петроградской Губернской ЧК академика архитектуры, профессора Института Леонтия Бенуа, а в ноябре 1921 вместе ректором Горного института Д. И. Мушкетовым и ректором Политехнического института Л. В. Залуцким на аудиенции с В. И. Лениным передал докладную записку, в которой выражалось несогласие с «политической фильтрацией» студенчества и предлагался новый порядок управления высшей школой на основе выборов руководителей. С 1923 года — заслуженный профессор. 
Имел награды: орден Святого Станислава 1-й (1913), 2-й (1899) и 3-й (1891) степени, орден Святой Анны 2-й степени (1902). Действительный статский советник (1906), орден Святого Владимира 3-й степени (1909).

## Проекты и постройки

### Санкт-Петербург
- Собор Воскресения Христова на Крови (1883—1907; участие, автор А. А. Парланд[3];
- Богоявленская церковь. Двинская улица, 2 (1891—1899; участие, автор-строитель Вас. А. Косяков)[7][3];
- Подворье Киево-Печерской лавры (включены существовавшие здания). Набережная Лейтенанта Шмидта, 27 — 15-я линия, 2 (1895—1900; участие, автор-строитель Вас. А. Косяков)[7];
- Новый корпус Публичной библиотеки (устройство железобетонного перекрытия читального зала). Площадь Островского, 3 — переулок Крылова, 4 (1896—1901; автор-строитель Е. С. Воротилов)[7][13];
- Пассаж (1899—1901; консультант по отоплению и вентиляции; автор С. С. Козлов)[14];
- Собор Петра и Павла в Петергофе (1894—1904; участие, проект Н. В. Султанова, строитель Вас. А. Косяков)[15];
- Зал заседаний Государственного Совета Мариинского дворца (1907—1908; участие, проект Л. Н. Бенуа, М. М. Перетятковича)[5];
- Морской Никольский собор в Кронштадте (1903—1913; участие, автор-строитель Вас. А. Косяков)[5];
- Политехнический институт императора Петра Великого с церковью Покрова Богородицы (участие, архитектор Э. Ф. Виррих).

### Другие места
- Храм Черниговского скита при Троице-Сергиевой лавре (1886—1889; участие, автор Н. В. Султанов) [3];
- Успенская церковь в Опочке (1891—1893; участие, автор А. А. Парланд; не сохранилась)[3];
- Казанский собор в Оренбурге (1888—1894; участие, автор А. А. Ященко; не сохранился) [3];
- Отопление и вентиляция Софийского собора в Новгороде (1894)[16];
- Памятник Александру II в Кремле (1893-1898; разработка конструкции основания; не сохранился)[3];
- Вознесенский собор в Новочеркасске (1891—1904; участие, автор А. А. Ященко)[3];
- Александро-Невский собор в Ростове-на-Дону (1891—1908; участие, автор А. А. Ященко; не сохранился)[3];
- Церковь близ Смоленска[3];
- Проектирование и строительство водопровода в Ташкенте[1];
- Техническое оборудование грязелечебниц в Ессентуках, Пятигорске и Железноводске (1895—1900)[1].
- Екатерининский собор в Краснодаре (1900—1914; участие, автор И. К. Мальгерб)[5];
- Шадринский собор в Благовещенске (1896—1902; участие, автор-строитель Вас. А. Косяков; не сохранился)[5].